# Ковач, Патрик (футболист, 2005)
Па́трик Ко́вач (венг. Kovács Patrik; род. 9 февраля 2005) — венгерский футболист, защитник клуба МТК.

## Клубная карьера
Ковач — воспитанник клубов «Ференцварош», МТК и австрийского «Ред Булл Зульцбург». В 2023 году игрок вернулся в МТК. В матче против «Кечкемета» он дебютировал в чемпионате Венгрии. 17 сентября в поединке Кубка Венгрии против «Гежетли» Патрик забил свой первый гол за МТК.